# Baruchowo
Baruchowo è un comune rurale polacco del distretto di Włocławek, nel voivodato della Cuiavia-Pomerania.
Ricopre una superficie di 107,05 km² e nel 2004 contava 3 598 abitanti.